# Tompa Ferenc
Tompa Ferenc Ödön (Budapest,1893. január 6. – Budapest, 1945. február 9.) magyar régész, a Pázmány Péter Tudományegyetem első ősrégészet tanára, az MTA levelező tagja (1935), az 1940-es elmaradt III. nemzetközi ősrégészeti kongresszus elnöke, több külföldi tudományos egyesület választott tagja.

## Élete
Tompa Ferenc és Orbán Katalin fiaként született. A gimnáziumot Keszthelyen, majd Esztergomban végezte. Történésznek készült, de az édesanyja ebben nem támogatta. 17 évesen Szabadkára szegődött újságírónak. Az itt összeszedett pénzen iratkozott be a Budapesti Egyetem Bölcsészettudományi Karára. Az első világháború kitörésével azonban behívták katonának és a frontra kerül. A háború végét főhadnagyi rangban érte meg, majd befejezte tanulmányait. 1919. augusztus 9-én avatták doktorrá.
Előbb a Nemzeti Múzeumba, majd 1920-ban a szombathelyibe került. Itt Miske Kálmán ismerteti meg a régészet tudományával. Újból a Nemzeti munkatársa 1926-ban lett, ahol a kiállított őskori gyűjteményhez vezetőt készített. Külföldi tanulmányútjai során összeismerkedett a nemzetközi kutatás számos jeles képviselőjével, például G. Clarkkal. A budapesti Tudományegyetem 1931-ben magántanárnak habilitálta, majd 1935-ben az MTA választotta levelező tagjának. A hazai és nemzetközi ismertségének és elismertségének köszönhetően az 1940-ben Budapesten megrendezendő III. Nemzetközi Őskori és Koratörténeti Kongresszus elnökének választották. A második világháború kitörése azonban elsodorta ezen tudományos fórum lehetőségét.
1938-tól a budapesti egyetem ősrégészeti tanszékének nyilvános rendkívüli, 1939-től pedig nyilvános rendes tanára. A településkutatás egyik első honi képviselője. Fő kutatási területe az újkőkor és a bronzkor, munkássága a magyarországi ősrégészet egyik önálló fejezete. Sajnos ásatásainak részletes katalógusai általa kiadatlanok maradtak, főleg szintézisei jelentek csak meg. Emberiessége és segítőkészsége sok esetben megnyilvánult. Polgári védelmi kötelezettsége közben, Budapest ostroma alatt egy aknaszilánk okozta sebesülésben halt meg. Felesége Cságoly Ilona volt.
Ásatásai közül megemlíthetőek: Aggtelek-Baradla, Áporka, Ároktő, Békásmegyer, Berettyóújfalu, Bodrogkeresztúr-Kastélykert, Borsod, Dömsöd, Felsődobsza, Füzesabony, Hatvan-Sztrázsahegy, Hernádkak, Herpály, Iváncsa, Kenézlő-Bajer-homok és Szalay-kert, Kiskunlacháza, Lengyel, Megyaszó-Kismajos-tanya, Meszes, Nagyrév-Zsidóhalom, Sarkad-Peckesvár, Tiszakeszi-Szódadomb és Pipisdomb, Tiszapolgár-Basatanya, Tószeg, Szent Vid-hegy.
Az ősrégészek közül többen közeli barátságban álltak vele, például br. Miske Kálmán múzeumigazgató, Bella Lajos, Márton Lajos.

## Válogatás műveiből
- 1926 Velemszentvid bronzöntő ipara, Az Országos Magyar Régészeti Társulat Évkönyve II, 41-53.
- 1927 A neolitikum Bodrogkeresztúron, Arch. Ért., 31-49.
- 1928 Az angyalföldi kincslelet, Arch. Ért., 54-62.
- 1928 Über einige ungarländische Denkmäler der praehistorischen Kunst, Ipek, 18-24.
- 1929 A szalagdíszes agyagművesség kultúrája Magyarországon. Arch. Hung. V-VI. Budapest.
- 1934 A hatvani bronzkori lakótelep, Arch. Ért., 133-134.
- 1935 Bronzkori lakótelep Hatvanban, Arch. Ért., 16-34.
- 1935 25 Jahre Urgeschichtsforschung in Ungarn 1912-1936, Bericht der Römisch-Germanischen Kommission, 27-127.
- 1935 Ősrégészet, és történet, Századok.
- 1936 Budapest őskora, Tanulmányok Budapest Múltjából 4, 1-17.
- 1937 Adatok az őskori aranykereskedelemhez, Arch. Ért., 49-56.
- 1937 A bronzkori kultúra kialakulása Magyarországon. MTA, Budapest
- 1938 Őskori gyűjtemény. Vezető a régészeti osztályban, 5-50.
- 1939 A lausitzi kultúra Borsodban, Fol. Arch. I-II, 29-31.
- 1942 Budapest az ókorban, Budapest története (Alföldi András, Nagy Lajos tsz.). Budapest.
- 1943 Adatok Budapest őskorához, Budapest Régiségei XIII, 11-31.
- 1945 Adatok Budapest őskorához II, Budapest Régiségei XIV, 7-28.